# Severino Saltarelli
Severino Saltarelli (née à Minturno le 2 mars 1947 et mort à Rome le 26 septembre 2020) est un acteur italien.

## Biographie
Severino Saltarelli est né à Minturno en 1847 puis s'est installé à Rome après son service militaire. Il a fréquenté l'école de théâtre d'Alessandro Fersen puis a débuté sur scène sous la direction de Ruggero Jacobbi, participant des œuvres théâtrales et faisant de petites tournées en Italie. Au cinéma et à la télévision, il a collaboré entre autres avec Aldo Lado, Lino Del Fra, Giuseppe Ferrara, Giovanni Fago et Giuseppe Tornatore.
En 1978, il fonde la Compagnia Teatro Individuazione et  produit des spectacles jusqu'en 1988.
À 1990, il est lecteur à la demande des poètes comme Silvano Agosti, Alda Merini et Maria Luisa Spaziani.
Severino Saltarelli est mort à Rome, le 26 septembre 2020 des suites d'un cancer.

## Filmographie partielle

### Cinéma
- 1976 : L'ultima volta, de Aldo Lado.
- 1977 : Antonio Gramsci: I giorni del carcere, de Lino Del Fra
- 1980 : Panagulis vive, de Giuseppe Ferrara
- 1983 : Liberté, Égalité, Choucroute, de Jean Yanne
- 1985 : Il camorrista, de Giuseppe Tornatore
- 1986 : Aurelia, de Giorgio Molteni
- 1991 : Uova di garofano, de Silvano Agosti
- 1992 : Carillon, de Ciriaco Tiso
- 1992 : La Course de l'innocent (La corsa dell'innocente), de Carlo Carlei
- 1995 : L'uomo proiettile, de Silvano Agosti
- 2007 : Nelle tue mani, de Peter Del Monte
- 2008 : Mala Tempora, de Stefano Amadio.

### Télévision
- 1981 : Don Sturzo, de Giovanni Fago
- 1982 : Panagulis vive, de Giuseppe Ferrara, 4 épisodes, du 7 au 18 avril 1982.
- 1986 : Attentato al Papa, de Giuseppe Fina
- 1991 : Se non avessi l'amore, de Leandro Castellani
- 1997 : Trenta righe per un delitto, de Lodovico Gasparini
- 2000 : Padre Pio, de Carlo Carlei
- 2003 : Ferrari, de Carlo Carlei
- 2008 : Fuga per la libertà - L'aviatore, de Carlo Carlei
- 2012 : La guerra è finita, de Lodovico Gasparini
- 2018 : Il confine , mini-série TV, de Carlo Carlei
- 2020 : La fuggitiva, série TV, de Carlo Carlei